# الأندلس (إقليم)
إقليم الأندلس أو أندلُسيا (بالإسبانية: Andalucía)؛ هي إحدى مناطق الحكم الذاتي الواقعة في أقصى جنوب شبه جزيرة إسبانيا. إذ تقع في جنوب شبه الجزيرة الإيبيرية، جنوب غرب أوروبا. وتعد الأندلس المنطقة الأكثر كثافة سكانية وثاني أكبر مجتمع مستقل في البلاد. يُعترف بها رسميًا كجنسية تاريخية وواقعٍ وطني. ينقسم الإقليم إلى ثماني مقاطعات: المَرِيَّة، وقادس، وقرطبة، وغرناطة، وولبة، وجيان، ومالقة وإشبيلية. وعاصمتها مدينة إشبيلية. يقع مقر محكمة العدل العليا في الأندلس في مدينة غرناطة.
تقع الأندلس مباشرة إلى جنوب مناطق الحكم الذاتي في إكستريمادورا وقشتالة والمنشف؛ غرب منطقة الحكم الذاتي في مرسية والبحر الأبيض المتوسط؛ شرق البرتغال والمحيط الأطلسي؛ وشمال البحر الأبيض المتوسط ومضيق جبل طارق. يشترك جبل طارق في حدود برية بطول 1.2 كيلومتر (3⁄4 ميل) مع الجزء الأندلسي من مقاطعة قادس في الطرف الشرقي من المضيق.
تشتمل سلاسل الجبال الرئيسة في الأندلس على جبل الشارات (سييرا مورينا) ومجموعة باتك التي تتكون من جبال سوباتك وبينباتيك، ويفصل بينهما حوض إنتراباتك. وفي الشمال، تفصل جبال سييرا مورينا الأندلس عن سهول إكستريمادورا وقشتالة والمنشف في وسط ميسيتا إسبانيا. وإلى الجنوب، تقع المنطقة الجغرافية الفرعية للأندلس العليا ضمن نظام باتك في أغلبها، بينما تقع الأندلس السفلى في منخفض الباتك في وادي يدعى الوادي الكبير.
إن اسم Andalusia مشتق من كلمة (الأندلس) في اللغة العربية، التي بدورها قد تكون مشتقة من قبائل الوندال الجرمانية الشرقية أو قبائل القوط أو القبائل الإيبيرية ما قبل الرومانية. وُثّق اسم الأندلس بوصفه اسمًا لمكان لأول مرة من خلال النقوش الموجودة على العملات المعدنية التي سكّتها الحكومة الإسلامية الجديدة في أيبيريا في عام 716. وقد نُقشت هذه العملات المعدنية، التي تسمى الدينار، باللغتين اللاتينية والعربية. تأثر تاريخ المنطقة وكذلك ثقافتها بكل من التارتيسوس والإيبيريين والفينيقيين والقرطاجيين واليونانيين والرومان وقبائل الوندال والقوط الغربيين والبيزنطيين والأمازيغ (البربر) والأمويين واليهود والرومان والقشتاليين. وقد تجاوزت قرطبة القسطنطينية خلال العصر الذهبي للإسلام، لتصبح أكبر مدينة في أوروبا وكذلك عاصمة الأندلس ومركزًا بارزًا للتعليم والتعلّم في العالم، وأنتجت عديدًا من الفلاسفة والعلماء. غزا تاج قشتالة الوادي الكبير في القرن الثالث عشر واستقر فيه. وأُخضع الجزء الشرقي الجبلي من المنطقة (مملكة غرناطة) في أواخر القرن الخامس عشر. ازدهرت الموانئ المواجهة للمحيط الأطلسي بفضل التجارة مع العالم الجديد. وأدت التفاوتات المزمنة في البنية الاجتماعية الناجمة عن التوزيع غير المتكافئ لملكية الأراضي في العقارات الكبيرة، إلى حدوث نوبات متكررة من الثورات والاضطرابات الاجتماعية في القطاع الزراعي في القرنين التاسع عشر والعشرين.
كانت الأندلس تاريخيًا، منطقة زراعية مقارنةً ببقية إسبانيا وأوروبا. ومع ذلك، كان النمو الذي حققته في قطاعات الصناعة والخدمات أعلى من المتوسط في إسبانيا وأعلى من عديد من المجتمعات الأخرى في منطقة اليورو. إذ تتسم المنطقة بثقافة غنية وهوية قوية، إضافةً إلى أن عديدًا من الظواهر الثقافية التي يُنظر إليها عالميًا على أنها إسبانية مميزة، هي في الأصل أندلسية إلى حد كبير إن لم تكن أندلسية كليًا. وتشتمل هذه الظواهر على: موسيقا الفلامنكو، وبدرجة أقل، رياضة مصارعة الثيران والأساليب المعمارية الإسبانية-المغاربية، وكلاهما منتشر أيضًا في بعض المناطق الأخرى في إسبانيا.
تعد المناطق الداخلية النائية في الأندلس المنطقة الأكثر سخونة في أوروبا، إذ يبلغ متوسط درجات الحرارة في قرطبة وإشبيلية أكثر من 36 درجة مئوية (97 درجة فهرنهايت) خلال الصيف. عادة ما تُسجَّل درجات الحرارة المرتفعة تلك في الوادي الكبير، وعلى نحوٍ نموذجي، بين الساعة الرابعة مساءً والتاسعة مساءً، (وفق التوقيت المحلي)، وتلطّفها نسائم البحر والجبل بعد ذلك. لكن يمكن أن تظل درجات الحرارة محليًا في أثناء موجات الحر، مرتفعة لوقتٍ متأخر من المساء، إذ تبلغ 35 درجة مئوية (95 درجة فهرنهايت) حتى منتصف الليل، وتكون في أعلى مستوياتها خلال النهار، أعلى من 40 درجة مئوية (104 درجة فهرنهايت).

## أصل التسمية
إن الشكل الحالي للاسم مشتق من الاسم العربي لأيبيريا المسلمة، «الأندلس». إلا أن أصل اسم «الأندلس» محل خلاف، إذ تغير مدى الأراضي الإيبيرية التي يشملها الاسم على مر القرون. افتُرض تقليديًا أنه مشتق من قبائل الوندال. إلا أن عددًا من المقترحات تحدّى هذا الخلاف منذ ثمانينيات القرن العشرين. اشتق هالم، في عام 1989، الاسم من المصطلح القوطي، *landahlauts، وفي عام 2002، اقترح بوسونغ اشتقاق الاسم من أساسٍ ما قبل روماني.
أُدخل الاسم الإسباني Andalucía (المصدر المباشر لكلمة Andalusia الإنجليزية) بوصفه اسم مكانٍ، إلى اللغات الإسبانية في القرن الثالث عشر تحت اسم el Andalucía. اعتُمد الاسم للإشارة إلى تلك الأراضي التي لا تزال تحت الحكم المغاربي، وبشكل عام جنوب قشتالة نويفا ومملكة بلنسية، وبالتوافق مع المقاطعة الرومانية السابقة التي تسمى حتى الآن بايتيكا في المصادر اللاتينية. كان ذلك بمثابة قَشْتَلَة لكلمة Al-Andalusiya، أي شكل النعت لكلمة الأندلس باللغة العربية، وهو الاسم الذي أطلقه العرب على جميع الأراضي الإيبيرية التي كانت تحت الحكم الإسلامي منذ عام 711 وحتى عام 1492. يبقى أصل اسم الأندلس في حد ذاته محط جدل إلى حدٍّ ما. (يُنظَر الأندلس)، لكن في الواقع، فإن الاسم دخل اللغة العربية قبل خضوع هذه المنطقة للحكم المغاربي.
لا تشير المصطلحات: الإسباني Andalucía أو الإنجليزي Andalusia، وكذلك العربي الأندلس، في السياقات التاريخية، إلى المنطقة المحددة التي تشير إليها هذه المصطلحات اليوم بالضرورة. إذ أشار المصطلح حصريًا في البداية، إلى الأراضي الخاضعة لسيطرة المسلمين. وطُبّق لاحقًا على بعض الأراضي الإيبيرية الأخيرة التي استُعيدت من المسلمين، وليس دائمًا على نفس المناطق بالضبط. في كتاب تاريخ إسبانيا (المعروف أيضًا باسم التاريخ العام الأول) لألفونسو العاشر ملك قشتالة، والمكتوب في النصف الثاني من القرن الثالث عشر، يُستخدم مصطلح الأندلس بثلاثة معانٍ مختلفة:
1. كترجمة حرفية لكلمة الأندلس العربية عند اقتباس النصوص العربية.
2. لتحديد الأراضي التي استعادها المسيحيون في ذلك الوقت في الوادي الكبير وفي مملكتي غرناطة ومورسيا. أطلق ألفونسو العاشر على نفسه لقب (ملك قشتالة، ليون كل الأندلس) في وثيقةٍ تعود لعام 1253.
3. لتحديد الأراضي التي استعادها المسيحيون في ذلك الوقت في الوادي الكبير حتى ذلك التاريخ (ممالك جاين وقرطبة وإشبيلية - وضُمّت مملكة غرناطة في عام 1492). كان هذا المعنى هو الأكثر شيوعًا في أواخر العصور الوسطى وأوائل العصر الحديث.[22]من الناحية الإدارية، ظلت غرناطة منفصلة لسنوات عدة حتى بعد انتهاء حرب الاستعادة،[22] ويرجع ذلك، قبل كل شيء، إلى طابعها الرمزي بوصفها آخر الأراضي المستعادة ومقرًا للديوان الملكي المهم في غرناطة، ومحكمة الملاذ الأخير. نفذت شعوب الممالك المسيحية الثلاث الموجودة مسبقًا في الأندلس عملية استعادة غرناطة وإعادة التوطين فيها إلى حد كبير، وعُدّت غرناطة مملكةً رابعةً في الأندلس. ويعود التعبير الشائع «ممالك الأندلس الأربع» في اللغة الإسبانية إلى منتصف القرن الثامن عشر على الأقل.[23][24]

## الجغرافيا
تقع أندلوسيا في جنوب إسبانيا، تحدها من الشمال منطقة قشتالة والمنشف ومنطقة إكستريمادورا، ومن الجنوب المحيط الأطلسي والبحر الأبيض المتوسط وجبل طارق، ومن الشرق منطقة مرسية، ومن الغرب البرتغال. تبلغ مساحة أندلوسيا 87.268 كم² (ثاني أكبر منطقة من حيث المساحة في إسبانيا).

### سلاسل الجبال
- سلسلة جبال جبل الثلج (سييرا نيفادا)

### الأنهار
أهم أنهار أندلوسيا:
- الوادي الكبير (Río Guadalquivir)
- وادي لكة (Río Guadalete)
- نهر غواديارو (Río Guadiaro)
- وادي الخُرس (Guadalhorce)
- نهر شنيل (Río Genil)
- نهر المنصورة (Río Almanzora)
- نهر وديال (Río Odiel)
- نهر لبلة (Río Tinto)
- نهر يانة (Río Guadiana)
- نهر أندرش (Río Andarax)
- نهر أدرا (Río Adra)
- وادي المدينة (Río Guadalmedina)
- وادي شلوبانية أو وادي متريل[25] (Río Guadalfeo)

## ثقافة أندلوسيا
ثقافة أندلوسيا هي الثقافة التي تأثرت جذورها بمختلف الشعوب التي تركت بصمتها على مر العصور. وكما ساهم أيضا التاريخ والعوامل الجغرافية بشكل كبير على تشكيل الثقافة الحالية.

### اللهجة الأندلوسية
يتحدث الأندلسيون الإسبانية القشتالية بلهجة مميزة، وهي ذات اللهجة المستعملة في الأمريكتين اليوم نظراً لأن حملات الاستكشاف انطلقت من إشبيلية عاصمة أندلوسيا.

### رقص الفلامنكو
فلامنكو هو نوع من الموسيقى الإسبانية، الذي يقوم على أساس الموسيقى والرقص. الجذور العربية للفلامنكو تظهر في طريقة الغناء من الحنجرة وفي جيتار الفلامنكو وتأثره بالعود، نشأت في أندلسيا في القرن الثامن عشر. موسيقى الفلامنكو معروفة كذلك في المغرب وخصوصا في المدن الشمالية كتطوان، شفشاون وطنجة ومدن أخرى، حيث الشمال المغربي والجنوب الإسباني يتشابهان كثيرا في الثقافة والهندسة المعمارية للمدن.

### الديانة
حاليًا الكاثوليكية هي إلى حد بعيد، أكبر دين في منطقة الأندلس. في عام 2015 كانت نسبة الأندلسيين الذين يعرفون أنفسهم بأنهم رومان كاثوليك حوالي 78.8%. السمة الرئيسية للشكل الشعبي المحلي الكاثوليكي في المنطقة هي التفاني لمريم العذراء. تُعرف الأندلس أحيانًا باسم «أرض مريم المقدسة» (بالإسبانيَّة: la tierra de María Santísima). تعرف منطقة الأندلس تقاليد كاثوليكية عريقة تظهر في تطوافات ومواكب أسبوع الآلام ويكون ذروتها في الجمعة العظيمة في مناطق متفرقة من الإقليم لكنها تأخذ طابع مميز وخاص في مدينة إشبيلية.

## التعليم في أندلوسيا
يوجد في أندلوسيا حالياً 12 جامعة (من مجموع 79 جامعة في إسبانيا):
- جامعة غرناطة (Universidad de Granada)
- جامعة ولبة (Universidad de Huelva)
- جامعة إشبيلية (Universidad de Sevilla)
- جامعة المرية (Universidad de Almería)
- جامعة قرطبة (Universidad de Córdoba)
- جامعة مالقة (Universidad de Málaga)
- جامعة جيان (Universidad de Jaén)
- جامعة قادش (Universidad de Cádiz)
- جامعة لويالا أندلوسيا (Universidad Loyola Andalucía)
- جامعة بابلو دي أولفايدي (Universidad Pablo de Olavide)
- جامعة الأندلس الدولية (Universidad Internacional de Andalucía)
- جامعة مربلة (Universidad de Marbella)

## اقتصاد

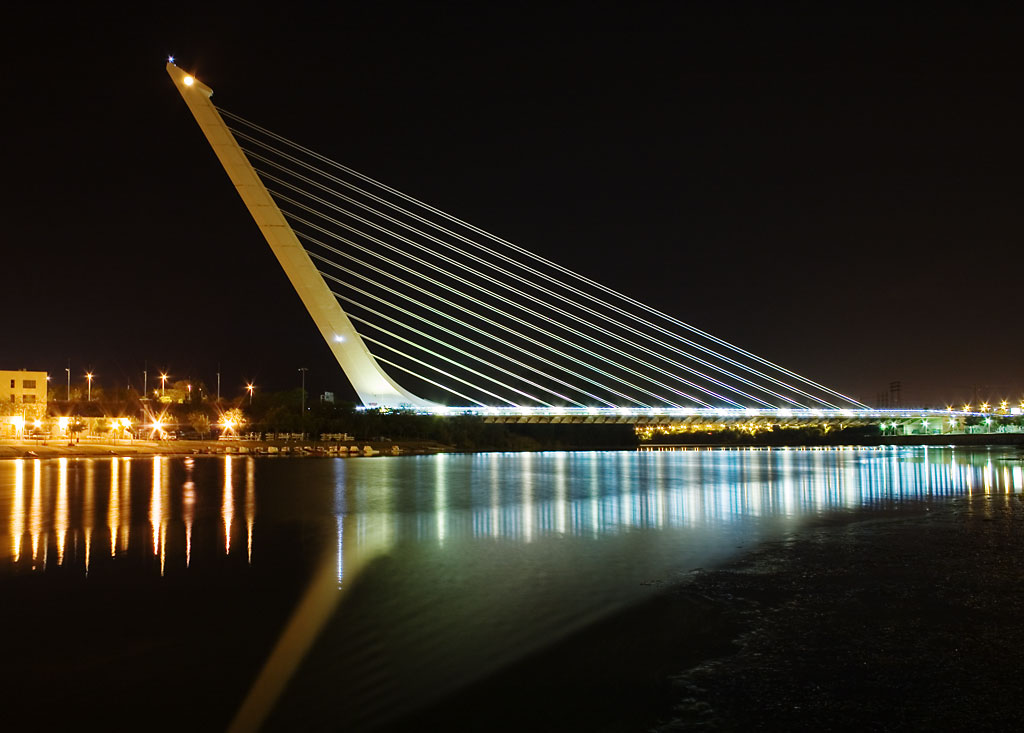
جسر الميجو، إشبيلية.

يعتمد اقتصاد منطقة أندلوسيا على الأنشطة التالية:
- السياحة بالأقسام التالية:
  - السياحة الثقافية لزيارة الآثار (كالآثار الإسلامية وآثار عصر الاستكشافات البحرية).
  - السياحة الاستجمام: كوستا دِل سول (بالإسبانية: Costa del Sol ومعناها: «ساحل الشمس»).
  - السياحة الرياضية: كوستا دِل غولف (بالإسبانية: Costa del Golf ومعناها: «ساحل الجولف»).
- الزراعة: 80 مليون شجرة زيتون.
- الموانئ: ملقة والجزيرة الخضراء.
- صيد وتعليب الأسماك.
- سعة الفنادق: 210.168 سرير (من 1.4 مليون سرير لإجمالي إسبانيا).
- العبارات السريعة تقل الأشخاص والسيارات من طريفا (بأندلوسيا، إسبانيا) إلى طنجة (بالمغرب) في 35 دقيقة. وهناك عبارات أقل سرعة من الجزيرة الخضراء إلى طنجة وسبتة.

## التقسيمات الإدارية
حسب تقسيم أقاليم إسبانيا 1833 فإن منطقة أندلوسيا انقسمت إلى 8 مقاطعات رئيسية، والتي تنقسم بدورها إلى 771 بلدية. والمقاطعات الثمانية هي:
| المقاطعة | الاسم بالإسبانية | عدد السكان | عدد البلديات |
| -------- | ---------------- | ---------- | ------------ |
| المرية   | Almería          | 702.819    | 102          |
| قادس     | Cádiz            | 1.243.344  | 44           |
| قرطبة    | Córdoba          | 805.375    | 75           |
| غرناطة   | Granada          | 924.550    | 168          |
| ولبة     | Huelva           | 521.220    | 79           |
| جيان     | Jaén             | 669.636    | 97           |
| مالقة    | Málaga           | 1.625.827  | 101          |
| إشبيلية  | Sevilla          | 1.927.109  | 105          |

## المشاكل السياسية للمنطقة
- الهجرة غير القانونية من المغرب: مشاكل المهاجرين المغاربة[29] وتضاعف عددهم في إسبانيا 400 % خلال 15 سنة (750 ألف شخص سنة 2015)[30] قوارب الهجرة السرية التي تقل المهاجرين المغاربة[31] والجزائريين والأفارقة من المغرب إلى شواطئ أندلوسيا.
- جبل طارق: الذي تستعمره بريطانيا منذ معارك الولاية على العرش الإسباني عام 1705.

## الرياضة في أندلوسيا
تضم أندلوسيا الكثير من الأندية الرياضية في جل الرياضات، ونذكر بالخصوص فرق كرة القدم التي تلعب بدوري المحترفين الإسباني لا ليغا: كنادي إشبيلية وريال بيتيس ونادي مالقا ونادي قادش ونادي غرناطة وفرق أخرى بدوري
الدرجة الثانية.

## أهم المدن
- المدن الكبيرة: إشبيلية، غرناطة، قرطبة، مالقة.
- المدن الصغيرة: رندة، جيان، الجزيرة الخضراء.

## الآثار
1. مدينة الزهراء، قرطبة.
2. كاتدرائية - جامع قرطبة، قرطبة.
3. قصر الحمراء، غرناطة.
4. جيرالدا، إشبيلية.
5. صومعة الذهب، إشبيلية.
6. بلازا دي إسبانيا، إشبيلية
7. كاتدرائية إشبيلية، إشبيلية
8. قصور إشبيلية.